# ブレイディ・リーマン
ブレイディ・リーマン（Brady Leman、1986年10月16日 - ）は、カナダの男子フリースタイルスキー選手。2018年平昌オリンピックスキークロス金メダリスト。

## 経歴
1歳半のときにスキーをはじめ、当初はアルペンスキー選手として活動していたが、2008年にフリースタイルスキーに転向した。2014年ソチオリンピックスキークロスでは4位に留まったが、2018年平昌オリンピックスキークロスでは金メダルを獲得した。